# Лакауана (окръг, Пенсилвания)
Лакауана (на английски: Lackawanna County), срещано и с неправилния превод Лакъуана, е окръг в щата Пенсилвания, Съединените американски щати.
Образуван е на 13 август 1878 година. Административен център е град Скрантън.
Площта на окръга е 1204 km² (вкл. 1,27 % водоеми), а населението – 210 761 души (2017).